# Svjetsko prvenstvo u rukometu za žene – Mađarska 1982.
Svjetsko prvenstvo u rukometu za žene 1982. održano je u Mađarskoj od 2. do 12. prosinca 1978. godine.

## Konačni poredak
- Zlato: SSSR
- Srebro: Mađarska
- Bronca : Jugoslavija

## Vanjske poveznice
- www.ihf.info - SP 1982